# Sport Club do Recife
Sport Club do Recife (výslovnost [ˈspɔɾti ˈklub du ʁeˈsifi]) je brazilský fotbalový klub. Sídlí v Recife, hlavním městě státu Pernambuco. Domácí závody hraje na stadiónu Estádio Ilha do Retiro s kapacitou 35 000 míst. Klub nastupuje v červenočerně pruhovaných dresech a má přezdívku „O Leão do Norte“ (Lev ze severu). Je členem organizace Clube dos 13.
Klub založil 13. května 1905 Guilherme de Aquino Fonseca, který se s fotbalem seznámil během studií na Univerzitě v Cambridgi. Sport Club do Recife je nejúspěšnějším účastníkem Campeonato Pernambucano, v němž hraje od jeho založení v roce 1916 a získal celkem 41 titulů. V roce 1987 tým vyhrál v soutěži Copa União část nazývanou „žlutý modul“ a postoupil do finálového turnaje, který se nakonec neuskutečnil; v roce 2011 uznala Brazilská fotbalová konfederace Recife dodatečně mistrem Brazílie 1987. V roce 2008 klub vyhrál Copa do Brasil, je také trojnásobným vítězem Copa do Nordeste (1994, 2000 a 2014). V roce 2018 obsadil v Campeonato Brasileiro Série A sedmnácté místo a sestoupil. 
SCR má také ženský tým, kromě fotbalu provozuje plavání, veslování, košíkovou, pozemní hokej, atletiku, judo a taekwondo.
Hlavním místním favoritem je Clube Náutico Capibaribe, jejich vzájemnému zápasu se říká „Clássico dos Clássicos“.